# (6059) Diefenbach
(6059) Diefenbach es un asteroide perteneciente al cinturón de asteroides, región del sistema solar que se encuentra entre las órbitas de Marte y Júpiter, descubierto el 11 de octubre de 1979 por Zdeňka Vávrová desde el Observatorio Kleť, České Budějovice, República Checa.

## Designación y nombre
Designado provisionalmente como 1979 TA. Fue nombrado Diefenbach en homenaje a Karl Wilhelm Diefenbach, pintor y filósofo alemán. Pionero del estilo de vida saludable, pero sus contemporáneos no lo entendieron.

## Características orbitales
Diefenbach está situado a una distancia media del Sol de 2,434 ua, pudiendo alejarse hasta 2,967 ua y acercarse hasta 1,902 ua. Su excentricidad es 0,218 y la inclinación orbital 2,343 grados. Emplea 1387,82 días en completar una órbita alrededor del Sol.

## Características físicas
La magnitud absoluta de Diefenbach es 14,5. Tiene 8,23 km de diámetro y su albedo se estima en 0,0413. 